# Železniško postajališče Kočna
Železniško postajališče Kočna je eno izmed železniških postajališč v Sloveniji, ki oskrbuje bližnje naselje Podkočna (danes del Jesenic).